# خنجر افتخار اس‌اس
خنجر افتخار اِس‌اِس (به آلمانی: SS-Ehrendolch) یکی از هدایای گروهان اس‌اس() در آلمان نازی بود که توسط هاینریش هیملر طراحی شده بود. این خنجر درکنار حلقه افتخار و شمشیر افتخار، جوایزی بودند که به پاس خدمات اعضای این گروهان و طبق شرایط ویژه‌ای به آن‌ها داده می‌شد.

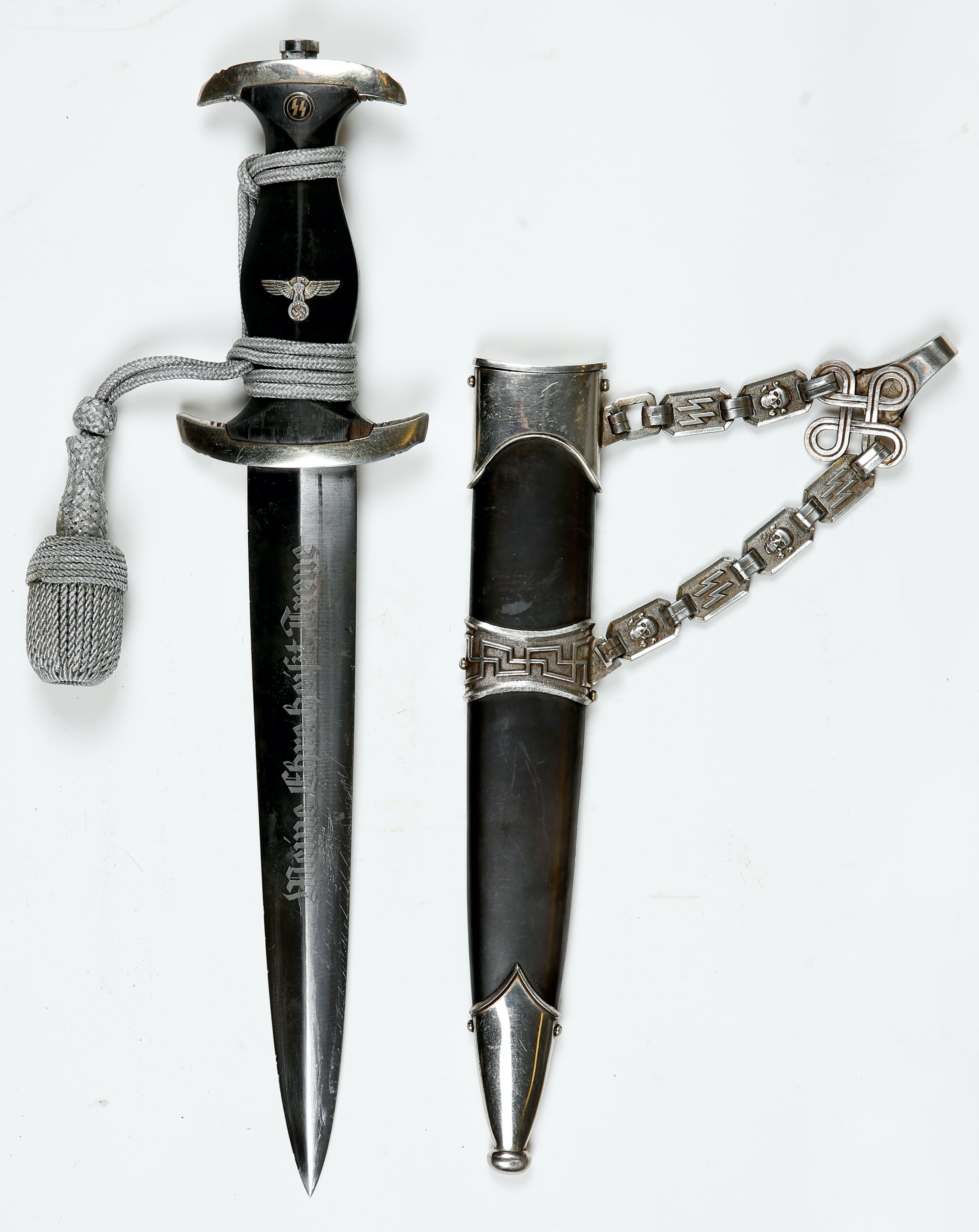
نگاره‌ای از خنجر افتخار اِس‌اِس با کتیبه‌ها و نمادهای حکاکی شده بر روی آن

## تاریخچه
در طی مراسمی، درسال ۱۹۳۳ از این جایزه رونمایی شد. این جایزه را هر ساله به اعضای بازنشسته و رده‌های بالای گروهان اس‌اس داده می‌شد.

## طراحی
این خنجر را براساس خنجرهای سنتی سوئیسی طراحی کرده بودند. تیغهٔ این خنجر پهن و دارای برجستگی بود و طول آن به ۳۳ سانتی‌متر می‌رسید. بر روی بدنهٔ تیغه عبارت "Meine Ehre heißt Treue " (وفاداری افتخار من است ) حک شده بود. دسته خنجر سیاه‌رنگ بود و در نسخه‌های ابتدایی لوگوی سازنده و بعدها بر روی آن تنها نماد حزب نازی (عقاب و چلیپا) حکاکی می‌شد. غلاف آن نیز تیره رنگ و در قسمت‌هایی از آن نقره اندود شده بود. در غلاف نیز زنجیری آویزان بود که نمادهایی چون اسکلت و آرم گروهان اس‌اس (SS) دیده می‌شد.
دو نوع از این خنجر تولید می‌شد، نوع اول که نقره‌گون بود و به اعضای بازنشسته هدیه داده می‌شد و نوع دیگر آن طلایی بود که به تعداد محدود به اعضای برجستهٔ گروهان تقدیم می‌گشت.

## موارد مصرف
هر عضو اس‌اس موظف بود که این خنجر را به‌روی لباس‌های رسمی خود آویزان کند و در مواقع لازم همچون مشاهدهٔ خیانت، از آن استفاده کند.

## دیگر نسخه‌ها

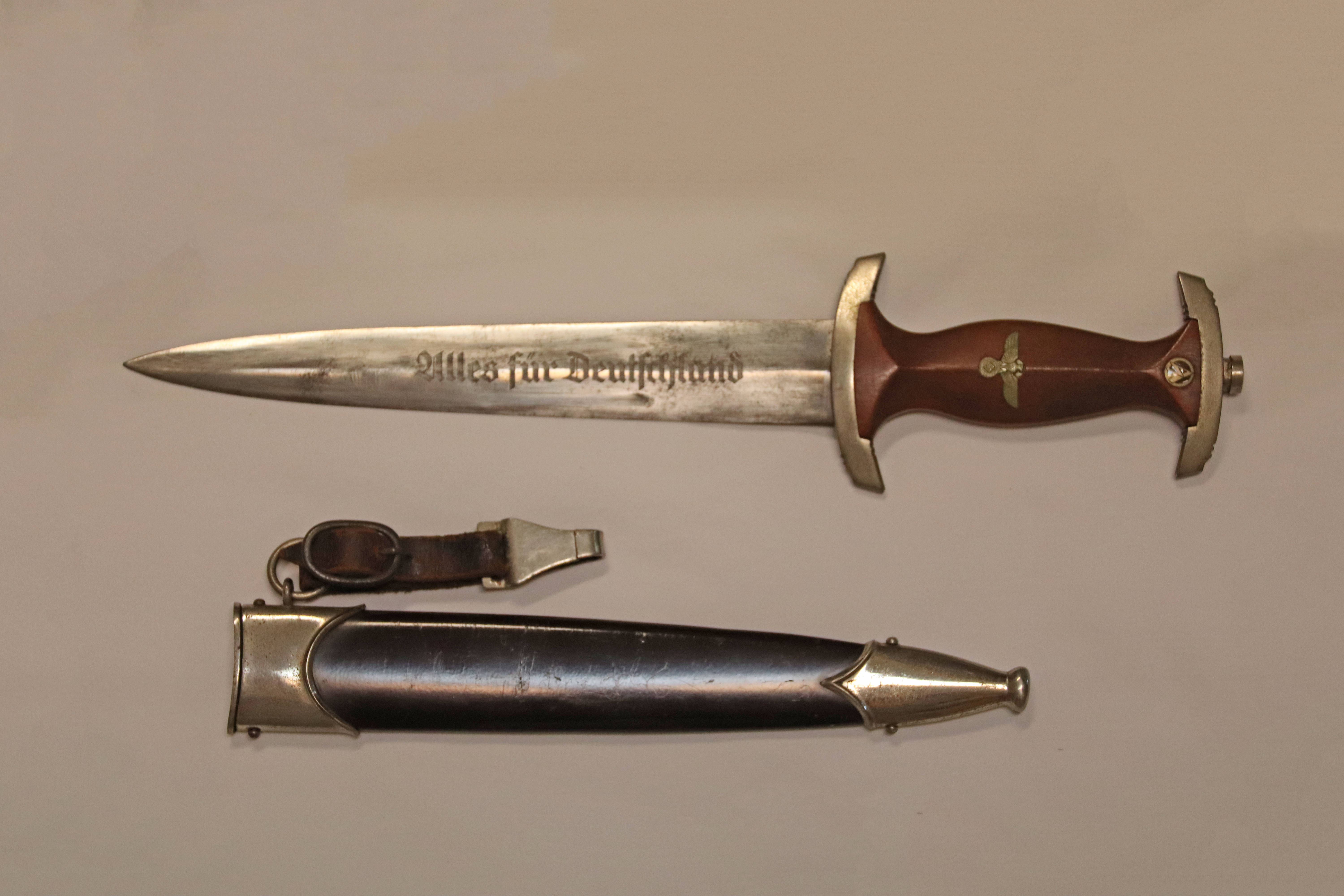
خنجر طراحی شده برای گروهان اس‌آ

علاوه بر گروهان اس‌اس، سازمان اِس‌آ (SA) نیز خنجری شبیه این نسخه داشت. تنها تفاوت این دو نسخه این بود که بر روی خنجر اس‌آ عبارت "همه چیز برای آلمان " حک شده بود.